# 오다 노부카즈 (1793년)
오다 노부카즈(일본어: 織田信美, 1793년 8월 15일 ~ 1836년 9월 14일)는 일본 에도 시대의 다이묘로, 다카하타번의 2대 번주이며 덴도번의 초대 번주이다. 다카하타 번의 초대 번주 오다 노부치카의 아홉 번째 아들이다. 어릴적 이름은 모모타로(百太郎)이며, 관위는 종5위하, 와카사노카미, 에치젠노카미이다.
분카 7년(1810년) 11월 1일, 쇼군 도쿠가와 이에나리를 알현하였다. 분세이 원년(1818년) 12월 27일, 사망한 아버지의 뒤를 이어 번주가 되었다. 분세이 3년 12월 16일에 종5위하, 에치젠노카미에 서임되었다. 영지의 대부분이 무라야마 군에 있었고, 분세이 9년(1826년)에 다카하타 진야가 두 번째 소실되는 재난을 겪었기 때문에, 분세이 11년 5월 24일 막부로부터 무라야마 군 덴도 촌으로 진야를 옮기는 허가를 얻었다. 그리하여 분세이 13년(1830년) 덴도 진야로 옮겨가 덴도 번이 성립되었고, 노부카즈는 진야의 이전과 더불어 마을의 정비 등에 힘썼다. 덴포 4년(1836년) 8월 4일, 44세의 나이로 사망하였고, 맏아들 노부미치가 그 뒤를 이었다.
| 전임 오다 노부치카 | 제9대 오다씨 단조노조 분가 노부카쓰 계 노부요시 류 당주 1818년 ~ 1836년 | 후임 오다 노부미치 |

| 전임 오다 노부치카 | 제2대 다카하타번 번주 1818년 ~ 1830년 | 후임 폐번 |

|  | 제1대 덴도번 번주 1830년 ~ 1836년 | 후임 오다 노부미치 |